# Episodi di Backstage (prima stagione)
La prima stagione di Backstage è andata in onda dal 18 marzo 2016 sul canale canadese Family Channel e la settimana successiva negli Stati Uniti su Disney Channel. In Italia va in onda dal 5 settembre 2016 su Disney Channel (Italia).
Dalla puntata 17, gli episodi sono stati trasmessi prima negli Stati Uniti e successivamente in Canada.
| nº | Titolo originale         | Titolo italiano            | Prima TV Canada   | Prima TV USA      | Prima TV Italia   |
| -- | ------------------------ | -------------------------- | ----------------- | ----------------- | ----------------- |
| 1  | The First Day            | Il primo giorno di scuola  | 18 marzo 2016     | 25 marzo 2016     | 5 settembre 2016  |
| 2  | Groups of Two            | A gruppi di due            | 25 marzo 2016     | 1º aprile 2016    | 6 settembre 2016  |
| 3  | The Brightside           | Il lato luminoso           | 1º aprile 2016    | 8 aprile 2016     | 7 settembre 2016  |
| 4  | Stand Tall               | A testa alta               | 8 aprile 2016     | 15 aprile 2016    | 8 settembre 2016  |
| 5  | Take Me Out              | Amori in vista?            | 15 aprile 2016    | 29 aprile 2016    | 9 settembre 2016  |
| 6  | Dig Deeper               | L'amiciversario            | 22 aprile 2016    | 6 maggio 2016     | 12 settembre 2016 |
| 7  | In Their Shoes           | Prove d'amicizia           | 29 aprile 2016    | 13 maggio 2016    | 13 settembre 2016 |
| 8  | On Deck                  | Il Principe Azzurro        | 6 maggio 2016     | 20 maggio 2016    | 14 settembre 2016 |
| 9  | Sotto Voce               | Il segreto svelato         | 13 maggio 2016    | 3 giugno 2016     | 15 settembre 2016 |
| 10 | The Understudy           | La sostituzione            | 20 maggio 2016    | 10 giugno 2016    | 16 settembre 2016 |
| 11 | Lose Yourself            | Cadere e rialzarsi         | 27 maggio 2016    | 17 giugno 2016    | 19 settembre 2016 |
| 12 | Plays Well with Others   | La forza del gruppo        | 3 giugno 2016     | 10 luglio 2016    | 20 settembre 2016 |
| 13 | Hold On                  | Resisti                    | 10 giugno 2016    | 17 luglio 2016    | 21 settembre 2016 |
| 14 | Twelve Hours to Showtime | Dodici ore allo spettacolo | 17 giugno 2016    | 24 luglio 2016    | 22 settembre 2016 |
| 15 | Showtime                 | Si va in scena             | 24 giugno 2016    | 31 luglio 2016    | 23 settembre 2016 |
| 16 | Restart                  | Nuovo inizio               | 9 settembre 2016  | 12 settembre 2016 | 26 settembre 2016 |
| 17 | Juggle                   | Rivalità                   | 16 settembre 2016 | 13 settembre 2016 | 27 settembre 2016 |
| 18 | Eyes Forward             | Guardare avanti            | 23 settembre 2016 | 14 settembre 2016 | 28 settembre 2016 |
| 19 | Once in a Lifetime       | Un'occasione unica         | 30 settembre 2016 | 15 settembre 2016 | 29 settembre 2016 |
| 20 | Da Capo                  | Rientro a scuola           | 7 ottobre 2016    | 16 settembre 2016 | 30 settembre 2016 |
| 21 | Friend or Foe            | Uniti si vince             | 14 ottobre 2016   | 19 settembre 2016 | 3 ottobre 2016    |
| 22 | Verite                   | Le radici                  | 21 ottobre 2016   | 20 settembre 2016 | 4 ottobre 2016    |
| 23 | Step Up                  | Definire la relazione      | 28 ottobre 2016   | 21 settembre 2016 | 5 ottobre 2016    |
| 24 | Ensemble                 | Pentimenti                 | 4 novembre 2016   | 22 settembre 2016 | 6 ottobre 2016    |
| 25 | After the Flood          | Segreti e ipocrisie        | 11 novembre 2016  | 23 settembre 2016 | 7 ottobre 2016    |
| 26 | Try Again                | Austin il bullo            | 18 novembre 2016  | 26 settembre 2016 | 10 ottobre 2016   |
| 27 | Fallout                  | I segreti vengono a galla  | 25 novembre 2016  | 27 settembre 2016 | 11 ottobre 2016   |
| 28 | Lead the Way             | Capo o leader              | 2 dicembre 2016   | 28 settembre 2016 | 12 ottobre 2016   |
| 29 | Me                       | Rivali nel ballo           | 9 dicembre 2016   | 29 settembre 2016 | 13 ottobre 2016   |
| 30 | We                       | Prima dell'estate          | 16 dicembre 2016  | 30 settembre 2016 | 14 ottobre 2016   |